# Judita s hlavou Holofernovou
Judita s hlavou Holofernovou (Mistr IW) pochází z doby kolem roku 1525–1530 a je součástí sbírky obrazárny Strahovského kláštera. Teprve roku 1996 byl obraz určen jako dílo významného Cranachova žáka, Mistra IW.

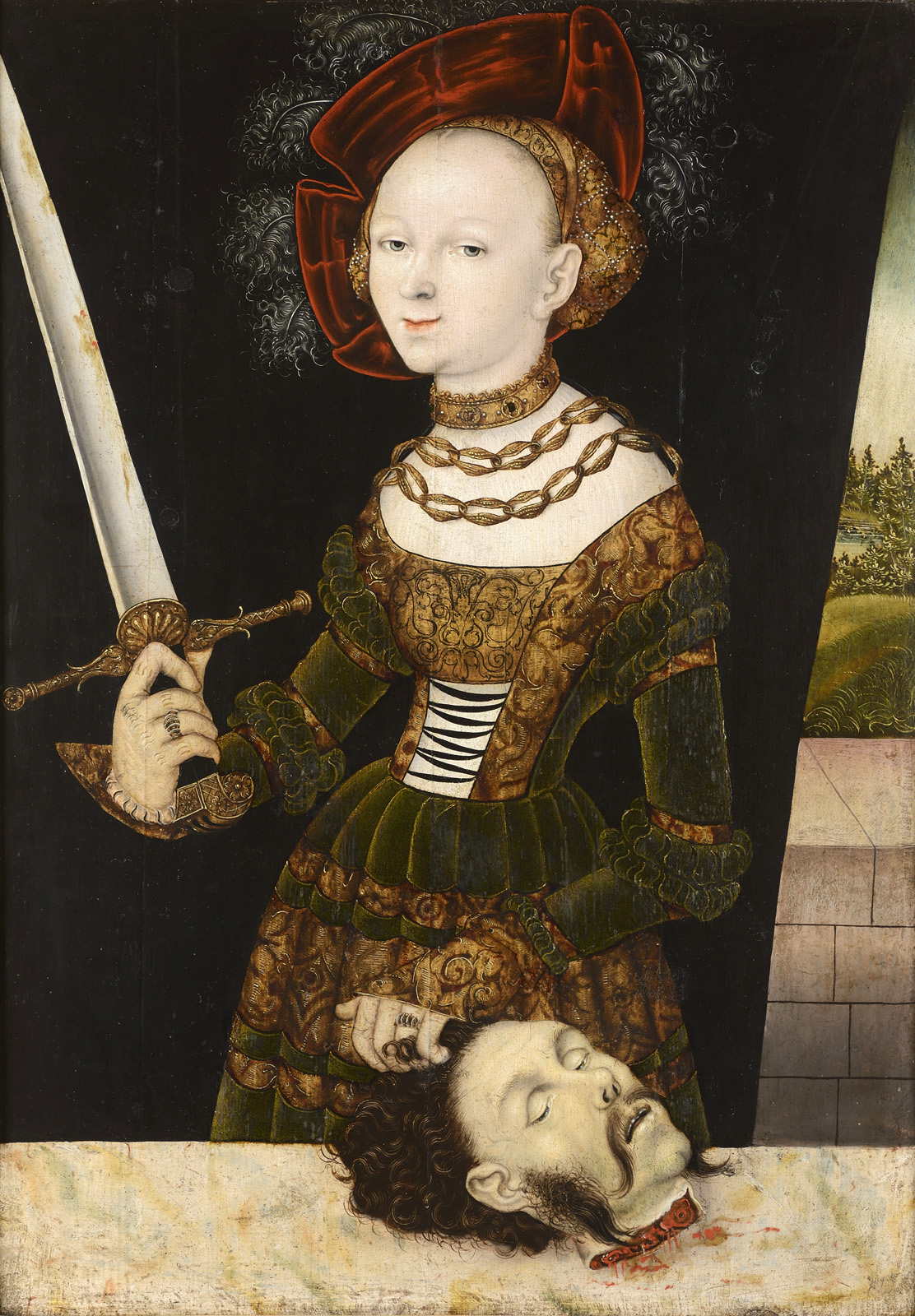
Mistr IW: Judita s hlavou Holofernovou (1525-1530), Královská kanonie premonstrátů na Strahově

## Popis a zařazení
Malba olejovou temperou na desce z jedlového dřeva 77,5 x 56,5 cm, inv. č. O 626. Ve 40. letech 19. století zakoupeno do sbírky Strahovské obrazárny od guberniálního rady Franze Janka. Restauroval Mojmír Hamsík roku 1972. Obraz v rámci díla Mistra IW vyniká svou kvalitou a proto byl dříve připisován Lucasu Cranachovi.
Biblická hrdinka je vyobrazena jako dáma v drahém renesančním oděvu. Na hlavě má zlatou vlasovou síťku s perlami a červený klobouk zdobený peřím, šaty ze zlatočerveného brokátu a zeleného sametu, na krku zlatý náhrdelník s drahými kameny a zlatý řetěz. Bledý obličej se stisknutými mírně se usmívajícími rty, zdůrazněnými rumělkou, má šedě modelované stíny. Oproti Cranachově vídeňské Juditě je modelace obličeje plošší a méně výrazná a chladnější.
Ve shodě s jinými obrazy Mistra IW je naturalismus výjevu potlačen a celá scéna vyznívá spíše symbolicky. Hlava Holoferna, ležící na mramorovém zábradlí, je šedě sinalá, s nafialovělými rty, hnědými vlasy a krvavě rudou ranou. Typově se shoduje s hlavou Krista z Votivního obrazu ze Šopky. Judita drží v pravé ruce meč v toporném a nepřirozeném, spíše divadelním gestu. Bledost jejího obličeje zdůrazňuje tmavá záclona v pozadí, za níž je v pravé části obrazu odhalen úzký výhled na zeď a vzdálenou krajinu. Kompoziční schéma s diagonálně odhrnutým závěsem vpravo a mečem směřujícím diagonálně vlevo nahoru soustřeďuje pozornost k hlavě Holoferna ležící ve středu dolního okraje obrazu.
Tvář Judity je typově blízká Cranachově Dianě (Apollo a Diana, Staatliche Museen zu Berlin, Gemäldegalerie), některým portrétům (Ermitáž, Varšava, Paříž) a Maří Magdaléně. Shoduje se také v řadě rysů s obrazem Lukrécie (Mistr IW, 1525, Kistersova sbírka ve Švýcarsku), zejména v celkové fyziognomii, kresbě uší, kresbě rukou včetně charakteristického šrafování na kloubech, uchopení meče, motivech šatů, tvaru prstenů. Dva fragmenty obrazu Salome s hlavou Jana Křtitele (1525) připsané Mistru IW, které rovněž vykazují řadu shod v kompozici i detailech, se nacházejí v soukromých sbírkách.
Obraz znázorňuje téma oblíbené v Cranachově dílně a spolu s obrazem Lukrécie je lze chápat jako příklady vítězství ctnosti nad neřestí. Judita byla tajným symbolem Šmalkaldského spolku protestantských šlechticů, založeného roku 1531. Lucas Cranach však první studie k obrazu vytvořil již mnohem dříve (Judita z Dessau, kresba z r. 1520, ztraceno) a nelze ho spojovat pouze s protestantismem. Mistr IW patrně použil jednu z předloh, podle kterých v Cranachově dílně vzniklo kolem 20 variant Judity.

### Jiná díla

#### Lucas Cranach starší a dílna

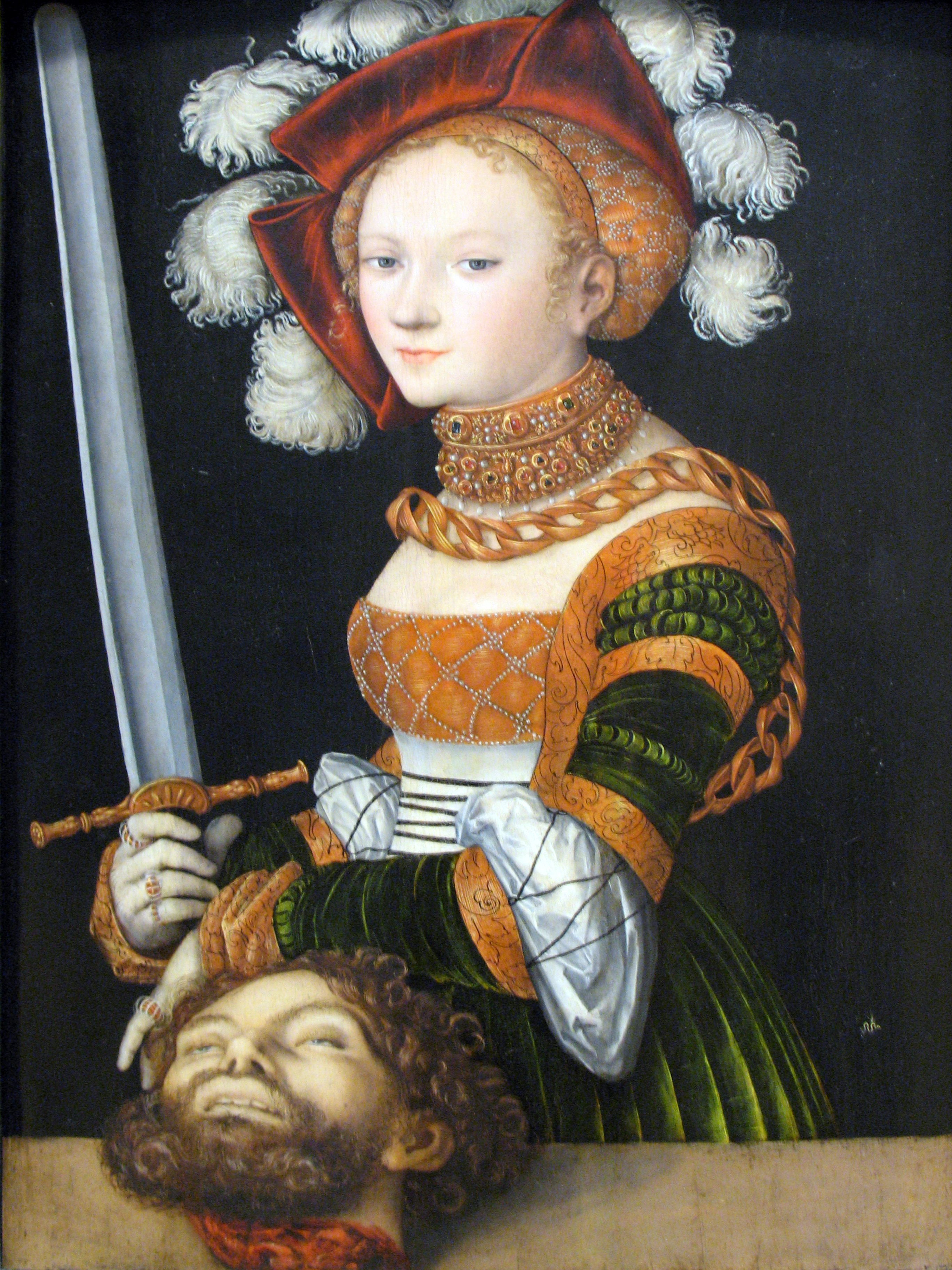
Lucas Cranach starší (1530), Metropolitní muzeum umění
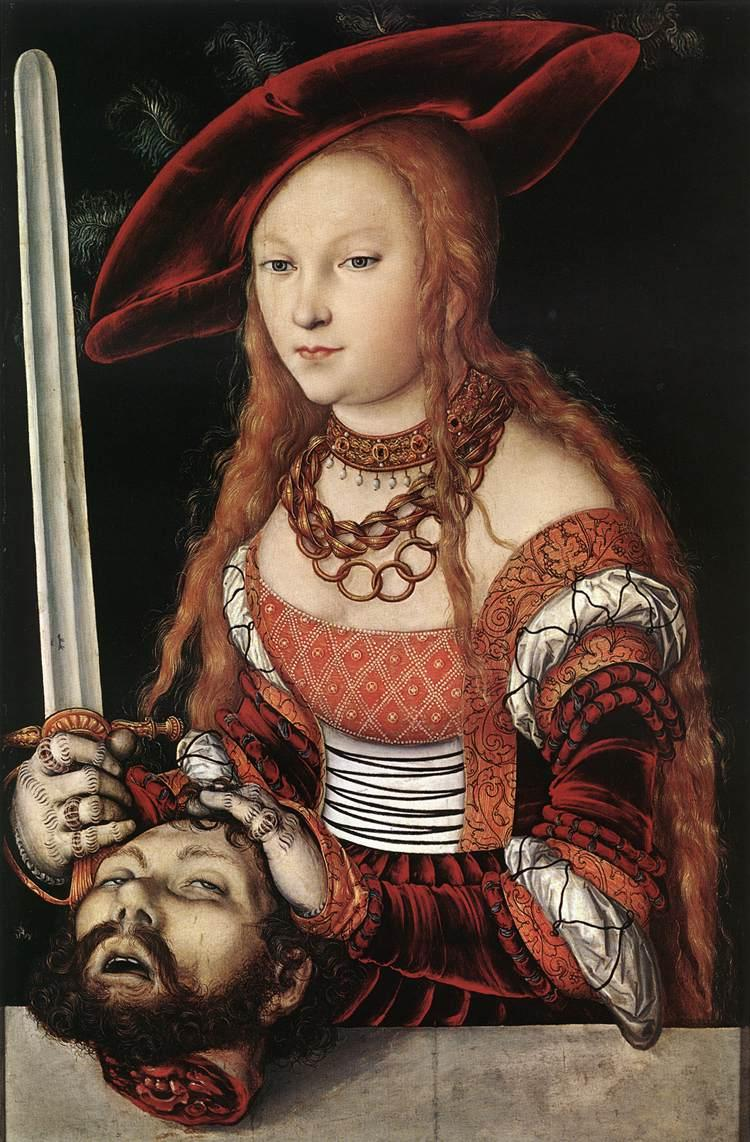
Lucas Cranach starší, Uměleckohistorické muzeum (Vídeň)
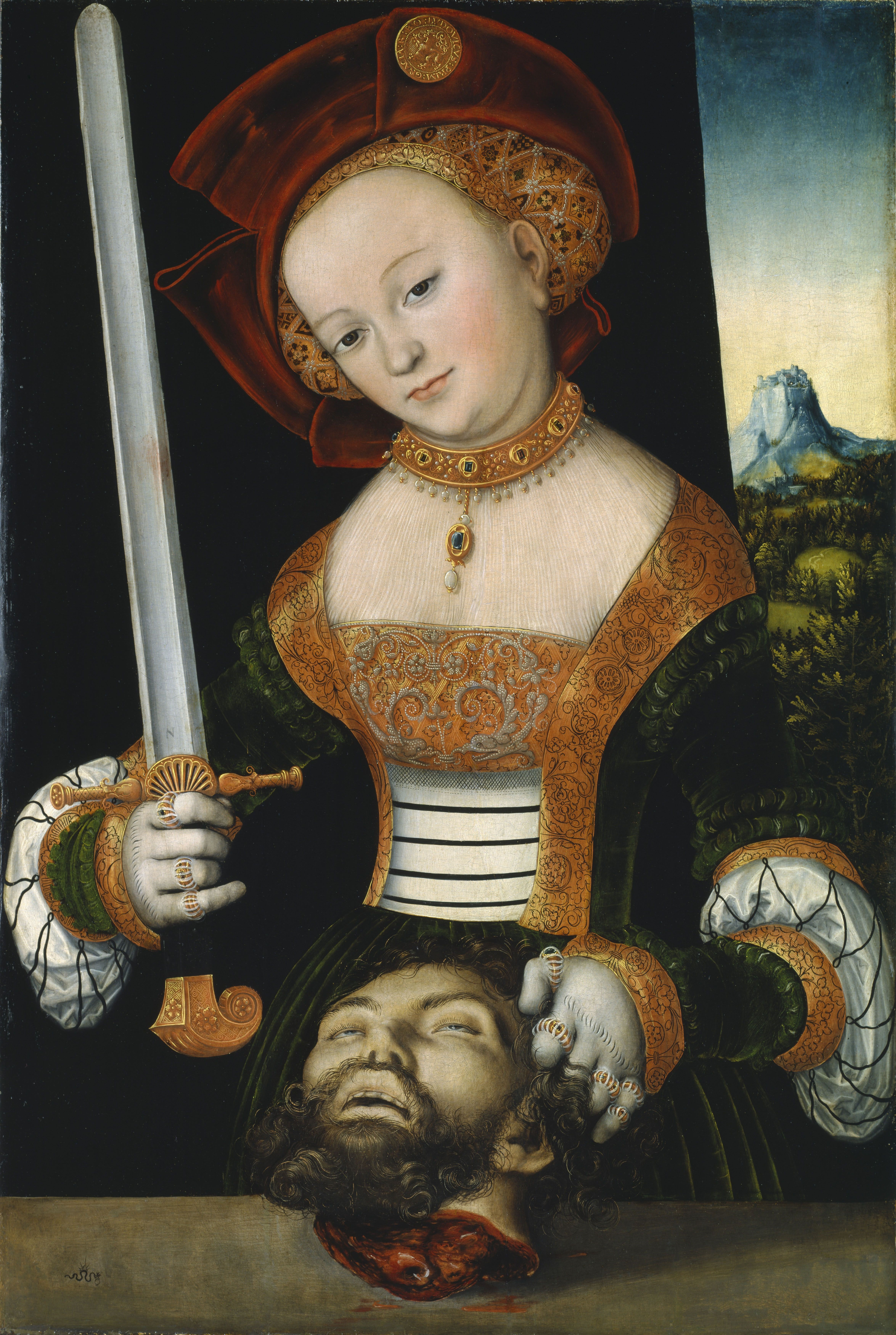
Lucas Cranach starší, Staatliche Museen, Kassel
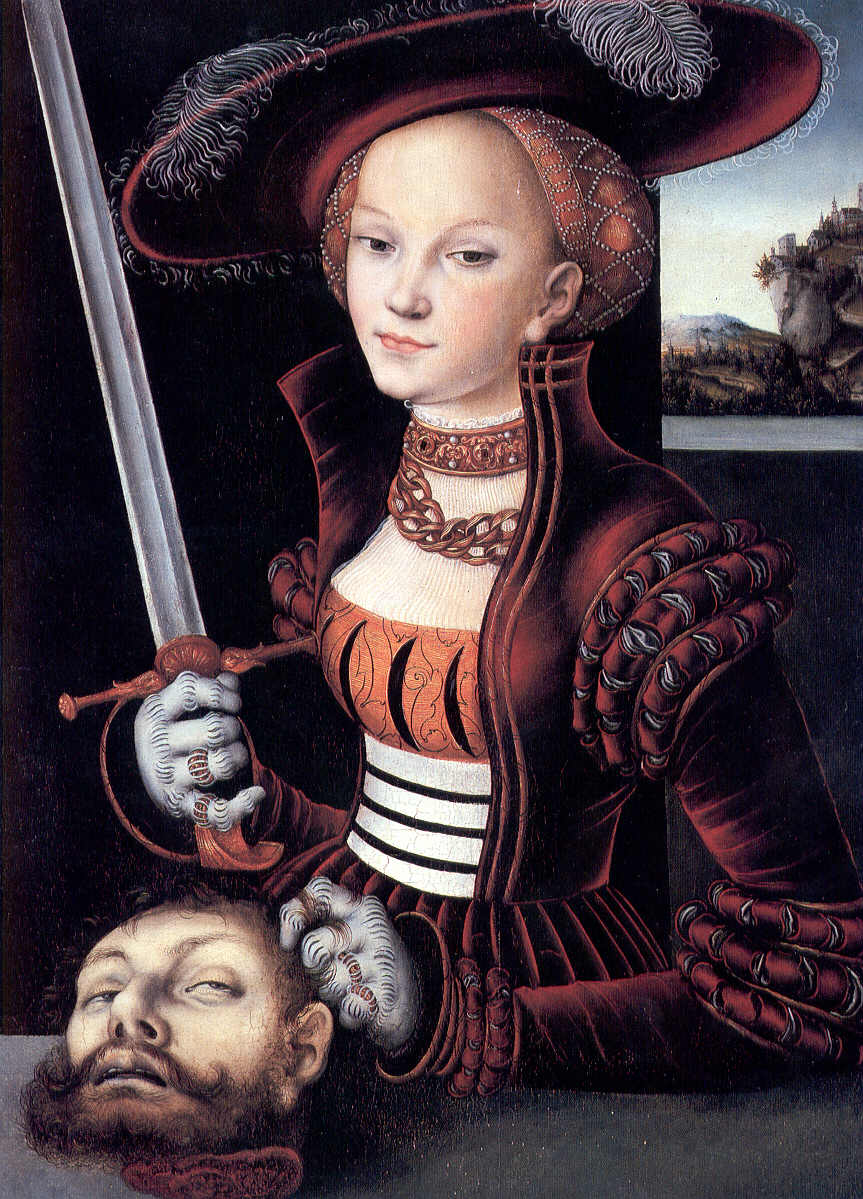
Lucas Cranach starší, Jagdschloss Grunewald

#### Pozdější vyobrazení

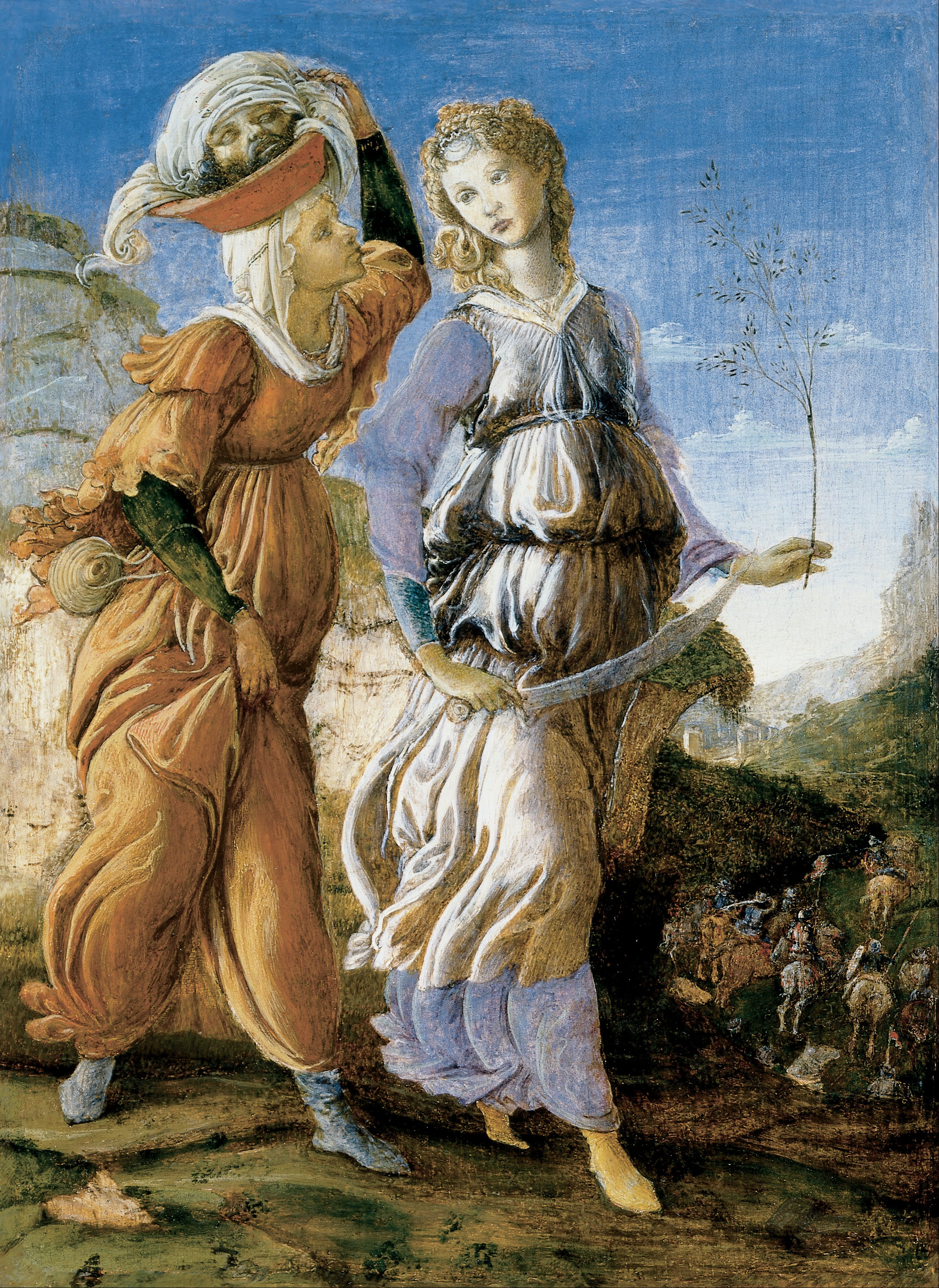
Sandro Botticelli (1464-1465), Galleria degli Uffizi Florencie, Google Art Project
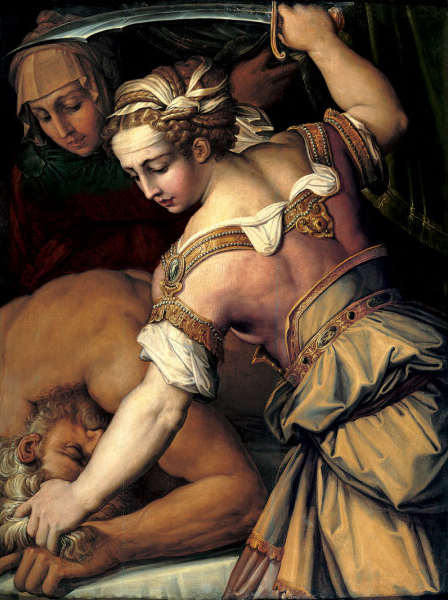
Giorgo Vasari (1554), Saint Louis Art Museum
Caravaggio (c.1598-1599), Galleria Nazionale d'Arte Antica, Řím
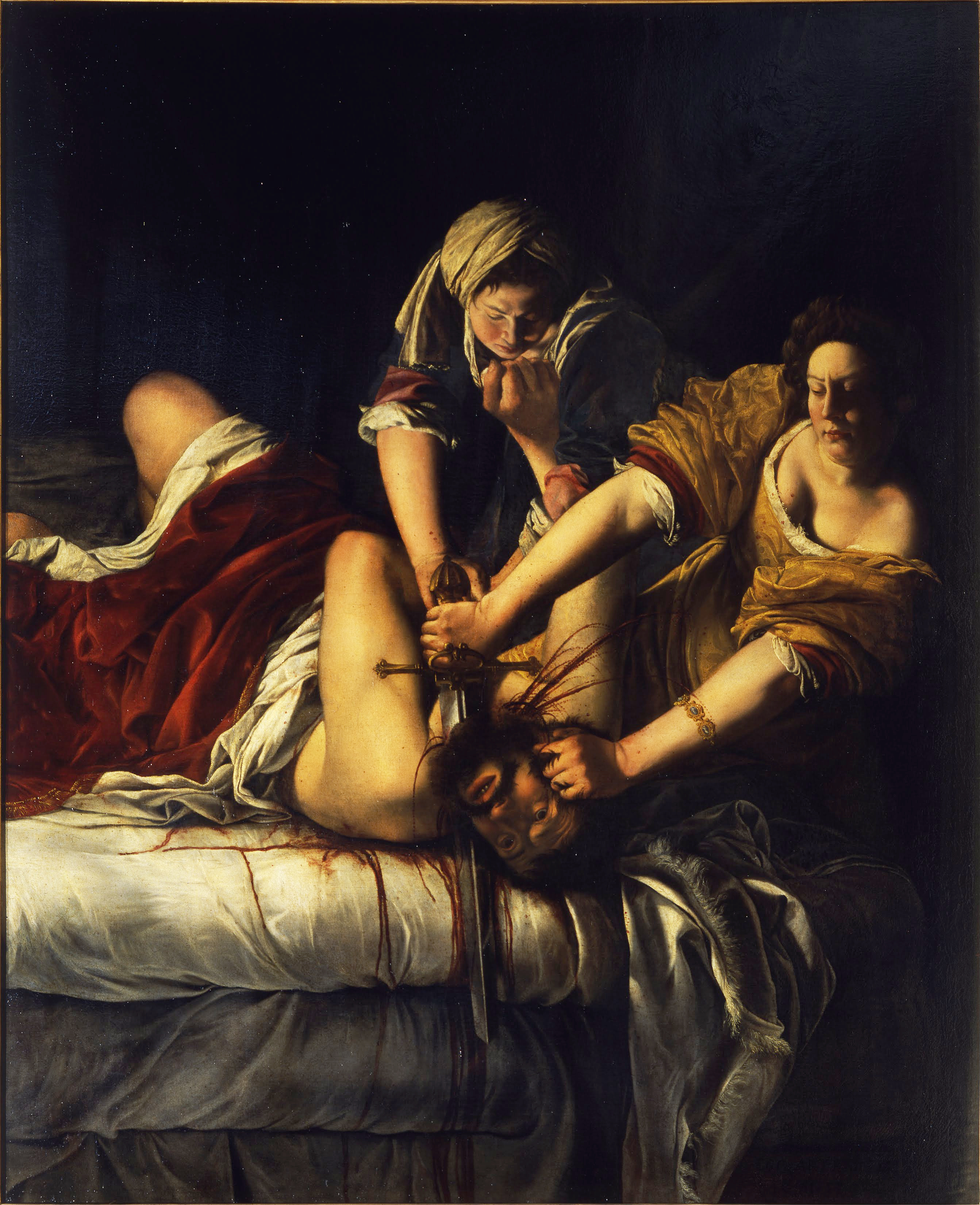
Artemisia Gentileschi (1614-1620), Galleria degli Uffizi Florencie, Google Art Project
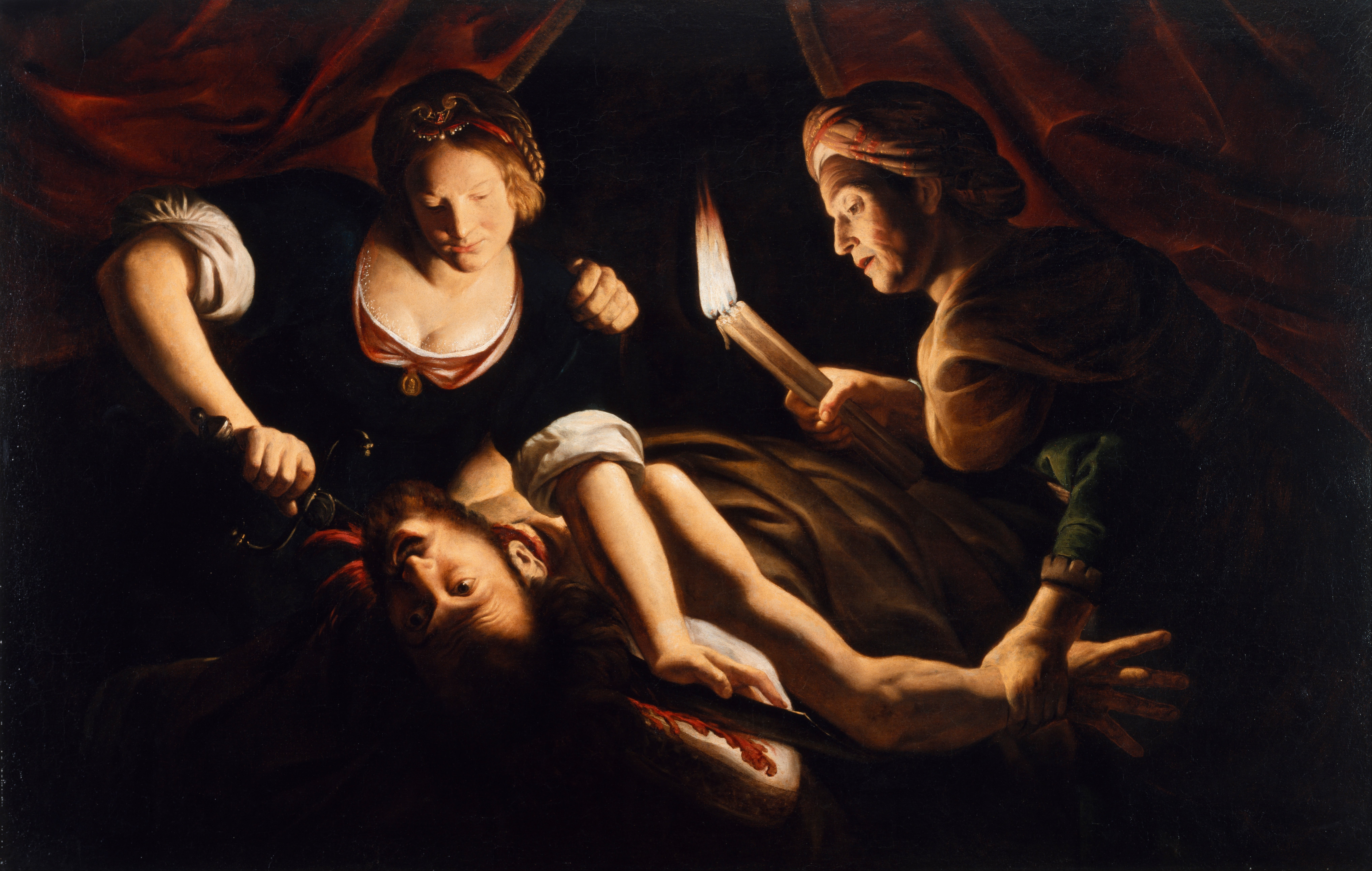
Trophime Bigot (1640), Walters Art Museum, Google Art Project
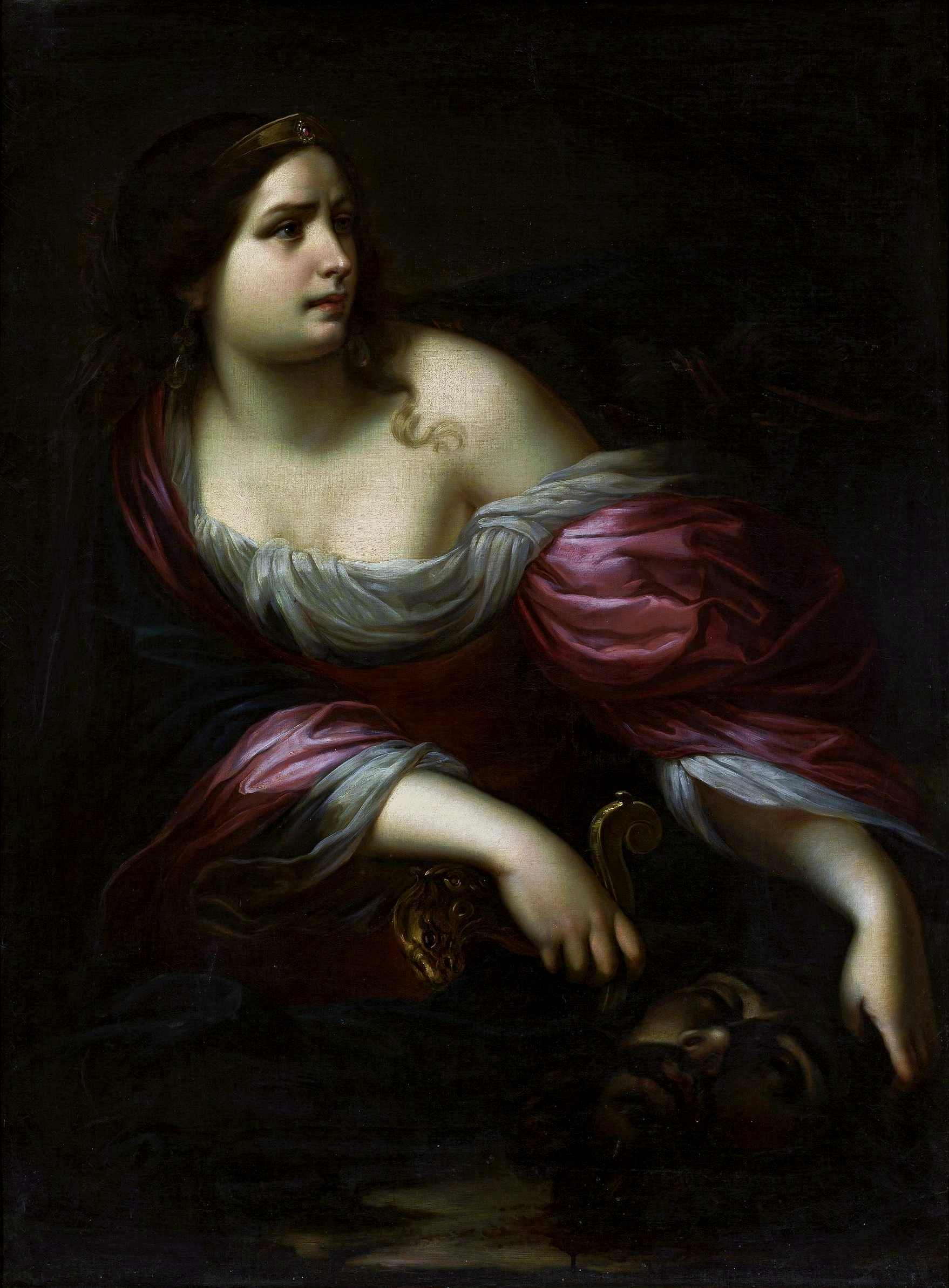
Carlo Francesco Nuvolone (2. čtvrtina 17. stol.), Muzeum Narodowe w Warszawie
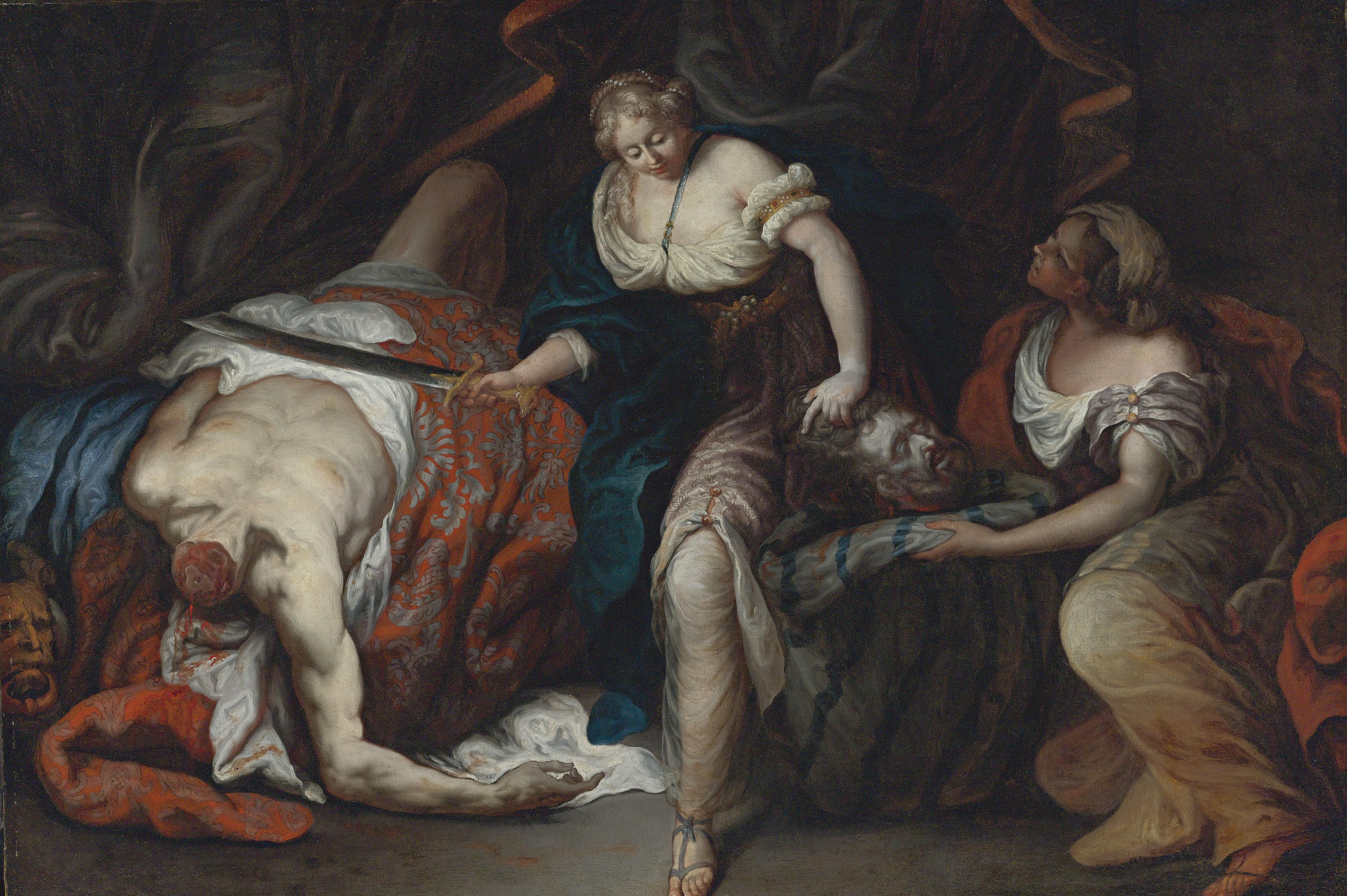
anonym, janovská škola (17. stol.)
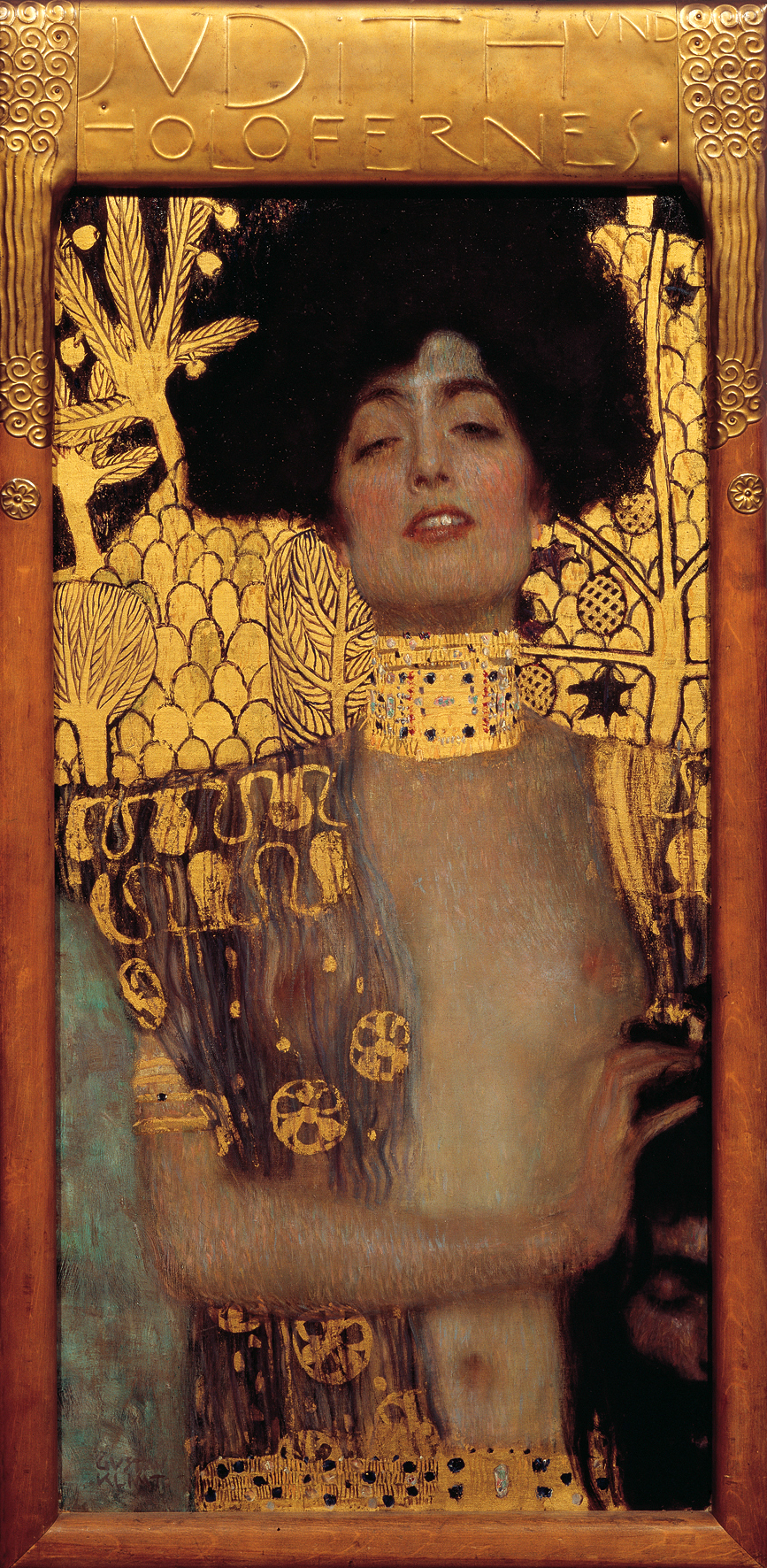
Gustav Klimt (1901), Österreichische Galerie Belvedere